# Prémonitions (film, 1999)
Pour les articles homonymes, voir Prémonitions.
Pour plus de détails, voir Fiche technique et Distribution.
Prémonitions (In Dreams) est un film américain réalisé par Neil Jordan, sorti en 1999.

## Synopsis
La vie de Claire Cooper (Annette Bening) est perturbée par des rêves prémonitoires. Ses cauchemars lui indiquent avec une précision effroyable les prochains faits et gestes d'un tueur en série (Robert Downey Jr.). Les visions s'accentuent lorsque sa petite fille Rebecca disparaît mystérieusement. Claire Cooper comprend alors que sa seule chance de sauver Rebecca est d'entrer dans l'esprit du tueur afin de déjouer ses funestes projets.

## Fiche technique
Sauf indication contraire, les informations mentionnées dans cette section peuvent être confirmées par les bases de données cinématographiques IMDb et Allociné,  présentes dans la section « Liens externes ».
- Titre original : In Dreams
- Titre français : Prémonitions
- Réalisation : Neil Jordan
- Scénario : Bruce Robinson et Neil Jordan, inspiré du roman Doll's Eyes de Bari Wood
- Musique : Elliot Goldenthal
- Direction artistique : Martin Laing
- Décors : Nigel Phelps
- Costumes : Jeffrey Kurland
- Photographie : Darius Khondji
- Son : Joel Iwataki, Paul Massey, James Sabat, Leslie Shatz
- Montage : Tony Lawson (de)
- Production : Charles Burke et Stephen Woolley
  - Production exécutive : Omar Veytia
  - Coproduction : Redmond Morris
- Sociétés de production : Amblin Entertainment et Dreamworks Pictures
- Sociétés de distribution : DreamWorks Distribution (États-Unis) ; United International Pictures (France)
- Budget : 30 millions de $[1],[2]
- Pays de production :  États-Unis
- Langue originale : anglais
- Format : couleur (Technicolor) — 35 mm — 1,85:1 (Panavision) — son DTS / Dolby Digital / SDDS
- Genre : thriller, drame, épouvante-horreur, fantastique
- Durée : 100 minutes
- Dates de sortie[3] :
  - États-Unis : 15 janvier 1999
  - France, Belgique : 21 avril 1999[4],[5]
- Classification :
  - États-Unis : les enfants de moins de 17 ans doivent être accompagnés d'un adulte (R – Restricted)[N 1]
  - France : interdit aux moins de 12 ans[6]
  - Belgique : potentiellement préjudiciable jusqu'à 16 ans (KNT/ENA : Kinderen Niet Toegelaten  / Enfants Non Admis)[5],[7],[N 2]
  - Québec : 13 ans et plus (violence) (13+ / 13 years and over)[8]

## Distribution
- Annette Bening (VF : Françoise Cadol) : Claire Cooper
- Aidan Quinn (VF : Patrick Borg) : Paul Cooper
- Stephen Rea (VF : Philippe Peythieu) : Dr. Silverman
- Robert Downey Jr. (VF : Bernard Gabay) : Vivian Thompson
- Paul Guilfoyle (VF : Mario Santini) : Le détective Jack Kay
- Dennis Boutsikaris (VF : Denis Boileau) : Dr Stevens
- Pamela Payton-Wright (VF : Perrette Pradier) : Ethel

Voix additionnelles :
Manon Azem, Hervé Bellon, Francis Benoit, Joelle Brover, Elliott Weill, Hubert Drac, Serge Faliu, Jean-Michel Farcy, Claire Guyot, Fabrice Josso, Kelly Marot, Nathalie Canion, Guy Chapellier, Vanessa Cohen, Juliette Courtot, Romain Douilly, Martine Meirhaeghe[réf. nécessaire]

## Récompense
- Festival international du film fantastique de Bruxelles 1999 : Corbeau d'argent pour Neil Jordan

## Éditions en vidéo
En France, le film Prémonitions est sorti en DVD le 20 mars 2001. Par la suite, le film est ressorti en DVD le 5 octobre 2006 et en VOD le 8 juin 2022.